# 隆斯基爾體育會
隆斯基爾體育會 (Ljungskile SK)，一般稱為隆斯基爾，是一支位於瑞典Ljungskile的足球會，於1926年成立。他們現於瑞典足球甲级联赛作賽，2014年球季他們得瑞甲季軍，與瑞超尾三的加費萊打附加賽，但兩回合均被擊敗，無緣升班。1990年他們曾在瑞戊，一路升至瑞丁、瑞丙、瑞乙、瑞甲，更於1997年升上瑞超，創下瑞超最強勁升班紀錄。